# Abha
Abha és una ciutat de l'Aràbia Saudita capital de la província d'Asir, a la riba del wadi Abha i a 2200 metres sobre el nivell del mar. Disposa d'un aeroport regional.
Està formada per diverses viles avui unides, entre les quals Manazir, Al-Kara, Mukabil, Na'man, Al-Rubu, Al-Nasab (amb la principal mesquita), Al-Khasha i Al-Miftaba. A la rodalia hi ha alguns fortins otomans destacant els de Dhira i el de Shamsan (al sud i al nord).
De la seva història abans del començament del segle xix no se'n sap res. El 1834 fou ocupada per les forces otomano-egípcies durant un mes; després hi governava el clan Al-Ayid dels Banu Mughayd, que va estar aliat als wahhabites. El 1871 quan els otomans van iniciar la recuperació del Iemen, Muhammad ben Ayid els va atacar a les terres baixes però fou derrotat i la ciutat fou ocupada pels otomans, passant a ser un kaza del vilayat del Iemen; va restar turca fins al 1910, quan fou conquerida pels idríssides de Sabya, obligant a la retirada del governador Sulayman Shafik; es van enviar socors des de la Meca que quan van arribar el juny de 1911 van trobar que Sulayman ja havia reprès la ciutat, que va restar turca fins a l'armistici de 1918 que va posar fi a la I Guerra Mundial, quan els Al-Ayid van quedar independents.
Aviat van haver de lluitar contra els idríssides (Muhammad al-Idrisi) i els saudites. Aquestos van derrotar els Al-Ayid en dues campanyes el 1921 i 1922, la segona sota el comandament de Faysal ben Abd al-Aziz. Un governador saudita es va instal·lar a la ciutat. La seva importància va augmentar quan els saudites van annexionar els territoris idríssides el 1926.
El 1934 va servir com a base de l'exèrcit saudita dirigit per Saud ben Abd al-Aziz en la guerra del Iemen.